# نبرد کوزوو
نبرد کوزوو که به عنوان نبرد دشت کوزوو نیز شناخته می‌شود، در ۱۵ ژوئن ۱۳۸۹ میلادی در دشت کوزوو در ۵ کیلومتری شمال غرب شهر امروزی پریشتینا رخ داد. طی این نبرد ارتش صربستان و بوسنی در مقابل ارتش امپراتوری عثمانی به فرماندهی سلطان مراد اول قرار گرفتند.
این جنگ طبق گفته‌های مورخان مختلف، بدون نتیجهٔ مهمی به پایان رسید ؛ زیرا، از یک طرف صرب‌ها با موفقیت از سرزمین‌های خود در برابر ارتش بزرگ عثمانی دفاع کرده و از طرف دیگر، عثمانی‌ها توانستند در این نبرد شانس پیروزی صرب‌ها را از آنان بگیرند.